# Quantum Break
 (décembre 2015).
Si vous disposez d'ouvrages ou d'articles de référence ou si vous connaissez des sites web de qualité traitant du thème abordé ici, merci de compléter l'article en donnant les références utiles à sa vérifiabilité et en les liant à la section « Notes et références ».
Quantum Break est un jeu vidéo d'action-aventure et de tir à la troisième personne développé par Remedy Entertainment et publié par Microsoft Studios, sorti le 5 avril 2016 sur Xbox One et Microsoft Windows.

## Trame

### Scénario

#### Acte 1 - Notre pire ennemi, c'est le Temps
Jack commence à raconter son histoire de manière vague avant de se faire interrompre par Clarice Ogawa. Celle-ci lui demande de reprendre l'histoire depuis le début et de la développer :
Le 9 octobre 2016, Jack Joyce se trouve dans un taxi conduit par Nick Marsters, en direction de l'université de Riverport. Paul Serene, un ami de longue date de Jack, veut lui montrer quelque chose. En arrivant, Nick manque de renverser un passant. Arrivé à bon port, Jack se dirige vers le bâtiment. Sur le chemin, il croise Amy Fererro qui milite contre la destruction d'une bibliothèque vieille de plus de 100 ans. Ayant mieux à faire, Jack se dirige vers le bâtiment le plus récent de l'université pour y rencontrer son vieil ami. Ils se dirigent ensuite vers le projet "Promenade".
Paul révèle alors à Jack qu'il a construit une machine à voyager dans le temps et qu'il souhaite en faire l'inauguration avec lui. La première phase consiste en un retour de 5 minutes dans le passé, phase qui est immédiatement ponctuée de succès puisqu'un second Paul Serene sort immédiatement de la machine pour parler à sa version passée, sous les yeux ébahis de Jack. Le Paul du présent rentre alors dans la machine, complétant ainsi le cycle. Paul demande alors à Jack de paramétrer la machine pour 5 minutes dans le futur avant d'entrer dans la machine.
Will, le frère aîné de Jack, fait son apparition et demande à Jack d'arrêter la machine en le menaçant avec un pistolet. Paul, ne souhaitant pas voir sa machine brisée, demande à Jack d'arrêter Will. Celui-ci se dirige en vitesse vers les commandes avant de prendre une expression horrifiée. Jack essaie de sortir Paul de la machine mais il est trop tard. La machine provoque une fracture temporelle.
Jack reprend conscience, alors que le temps est figé tout autour de lui. Il défige Will, qui leur explique que c'est une interruption. Jack essaie de nouveau de faire sortir Paul de la machine, sans succès, avant que le temps ne reprenne. Les troupes de Monarch Solutions font alors irruption dans la salle. Sans issue, Paul décide de faire le tour de la machine. Will et Jack s'enfuient du laboratoire via une trappe dans le sol.
Pendant leur fuite, Will explique à Jack qu'il savait à propos de la fracture, au même titre qu'une femme nommée Beth Wilder, et qu'il a construit un engin capable de la réparer. Pour y accéder, il faut qu'ils atteignent la voiture de Will. Sur le chemin, Will se fait capturer et Jack fait la rencontre de Beth Wilder. Jack commence à se découvrir des pouvoirs liés au temps.
Arrivé dans la bibliothèque, Jack retrouve Will et ils prennent de nouveau la fuite. Ils se font interpeller par Paul, qui semble plus âgé. Celui-ci met les deux frères Joyce hors d'état de nuire. Jack reprend conscience alors que Will est menacé par Paul. Celui-ci lui explique qu'il ne peut rien faire pour la fracture et que toute tentative de changer les choses pourrait tourner au désastre, mais Will refuse obstinément de changer d'avis. N'ayant plus d'autre choix, Paul ordonne la destruction de la bibliothèque, ce qui tue Will sur le coup. Jack se fait ensuite assommer par Liam Burke.

#### Jonction 1
Paul se trouve dans une salle avec un objet mystérieux et commence un journal audio :
Ayant maîtrisé tous les témoins de l'assaut sur l'université et de la destruction de la bibliothèque, Paul doit maintenant faire un choix :
- Manière Forte : Paul décide de supprimer tous les témoins recensés afin de préserver les secrets de Monarch mais se met à dos la ville entière.
- Communication : Paul persuade les témoins de ne rien dire et utilise Amy Fererro afin de tourner un faux témoignage, faisant passer Jack pour un terroriste. En contrepartie, les secrets de Monarch seront dévoilés au monde entier.

#### Épisode 1 - Monarch Solutions
Le contact avec le fourgon qui transportait Jack a disparu près de la Zone Zero et Martin Hatch envoie Liam Burke pour s'en occuper. Sur place il découvre que c'est Beth Wilder qui a détourné le camion. À cause d'une interruption que ni Liam ni Beth n'ont pu percevoir, ils se retrouvent désarmés et Jack s'enfuit. Beth explique à Liam que la Fin du Temps approche et que Jack pourrait la réparer. Ils se font interrompre par une escouade de Monarch, que Liam et Beth neutralisent. Beth décide d'aller chercher Jack et Liam retourne au QG de Monarch afin de demander à Charlie Wincott s'il peut lui donner accès au laboratoire du Docteur Kim sur Gull Island. Malheureusement, celui-ci ayant accès à toutes les caméras de surveillance de la ville, il a pu voir la petite altercation entre Liam et les troupes de Monarch et ordonne à la sécurité de courir après Liam, qui se fait finalement capturer.

#### Acte 2 - L'endroit rêvé pour cacher quelque chose
Jack reprend conscience dans le fourgon dans lequel il est enfermé et perçoit quelques échanges entre Liam et Beth avant qu'une interruption éclate. Celui-ci sort du fourgon et se fraye un chemin dans l'ancienne zone industrielle avant que Beth Wilder ne le contacte. Elle lui informe que Paul est à la cale sèche et Jack se met dans l'idée d'y aller afin de "discuter" avec Paul, au grand dam de Beth.
Sur le chemin, il croise Amy Fererro/Nick Marsters qui l'accompagne pour rejoindre un poste de sécurité. Jack continue sa route pendant que Nick/Amy le guide. Sur sa route, il trouve la mallette de Will dans laquelle se trouve un téléphone et une clé attachée à une étiquette "Piscine Bradbury". Il passe par la Zone Zéro dans laquelle Monarch effectue une collecte de chronons.
Arrivé au centre de cette zone, le temps devient erratique et Jack aperçoit son frère Will en train de travailler dans son atelier, sans que celui-ci n'ait conscience de sa présence. Il aperçoit également un vague écho dont Serene faisait partie. Peu après avoir quitté la Zone Zero, il rattrape Paul qui s'enfuit en hélicoptère. Celui-ci déclenche l'effondrement des carcasses de bateaux dont Jack aura du mal à sortir. Une fois de nouveau en lieu sûr, Beth Wilder l'invite à monter dans son fourgon dans lequel se trouve déjà Amy/Nick, pour se mettre en route vers la piscine.
Une fois sur place, ils se rendent compte que la piscine est abandonnée depuis des années. En entrant à l'intérieur, ils sont surpris de voir une deuxième machine à remonter le temps, que Jack tente d'activer pour revenir dans le passé et empêcher la fracture. Malheureusement, la machine est en panne, et Beth propose de ramener Sofia Amaral pour la réparer. Pour ce faire, Jack va se rendre à Monarch à Gull Island, là où se tiendra un gala le soir et où Amaral sera présente.

#### Jonction 2
Jack est maintenant à la merci de Monarch et Paul Serene doit choisir comment s'occuper de son cas :
- Vie personnelle : Paul décide de sacrifier son discours du gala pour tenter de ramener Jack à la raison. En revanche, sans Serene, Monarch commencera à s'effondrer de l'intérieur.
- Vie professionnelle : Paul s'en tient à son plan et décide de faire son discours pendant que Hatch s'occupe de Jack. Cependant, il abandonne tout espoir de se réconcilier avec celui-ci.

#### Épisode 2 - Le prisonnier
Paul prend son traitement contre sa maladie de chronons, assisté de Sofia Amaral. Celle-ci lui parle des visions du futur que Paul a eu. Paul évite le sujet et sort de la pièce. Pendant ce temps, Fiona Miller et Charlie Wincott se parlent de la journée qu'ils viennent de passer avant que Fiona n'aille aux toilettes.
À l'arrière d'un fourgon, Liam Burke s'impatiente. Le fourgon s'arrête, Jack y rentre et remercie Liam de lui avoir donné un pistolet.
Au gala, Sofia Amaral et Martin Hatch discutent des prédictions de Serene. Hatch parle rudement et avoue n'avoir jamais apprécié la présence de Sofia dans Monarch.
Dans sa cellule, Liam essaye de convaincre le garde de le faire sortir, prétextant un besoin pressant.
Au gala, Fiona et Charlie jouent à un jeu d'alcool et Charlie perd. Fiona propose alors à Charlie de sortir faire un tour alors que la sobriété de celui-ci est mise en cause. Pendant ce temps, Liam réussi à convaincre le garde de lui ouvrir sa cellule et le met hors d'état de nuire. Il se libère et prend un pistolet.
Dehors, Fiona et Charlie discutent avant de se faire interrompre par Liam qui s'en prend à Charlie pour l'avoir dénoncé. Fiona avoue alors que Beth Wilder lui a demandé de venir au gala avec Charlie pour accéder au laboratoire du Docteur Kim. Ils s'y dirigent illico. Une fois arrivés, ils découvrent que le Docteur Kim s'est transformé en une forme de vie à chronons instables extrêmement hostile, et que pour des raisons de sécurité, celui-ci est confiné dans un container. Pendant ce temps, Jack reçoit de la visite dans sa cellule.
Fiona explique que le Docteur Kim l'a aidée à sortir d'une mauvaise passe. Charlie, lui, a retrouvé la trace de rapports de Sofia Amaral qui indiquent que les interruptions sont de plus en plus fréquentes. Alors qu'ils consultent les documents, une alarme se déclenche, obligeant Fiona, Charlie et Liam à fuir. Cependant, une interruption survient et fige Fiona qui est à l'extérieur du laboratoire. Liam va chercher des harnais à chronons pour leur permettre de bouger pendant l'interruption. Deux soldats de Monarch font irruption dans la salle et tirent sur Liam. Celui-ci arrive à donne un harnais à Charlie, qui s'enfuit avec les deux, laissant Liam seul. L'interruption s'effondre alors et Liam s'enfuit avec Fiona.

#### Acte 3: La petite sauterie
Après s'être volontairement livré à Paul Serene, Jack a été libéré par Beth Wilder après avoir eu une conversation avec Serene/Hatch. Pendant que Beth s'invite au gala, Jack s'infiltre dans le centre de recherches de Gull Island, où au même moment se tient le gala de Monarch Solutions avec le discours promotionnel de Serene/Hatch sur le R.C.C. (Régulateur de Champ de Chronons). L'objectif de Jack est d'enlever le docteur Sofia Amaral, qui est la seule à pouvoir réparer la machine à voyager dans le temps. En cherchant le docteur Amaral, Jack découvre que la fonction première du R.C.C. est de pouvoir se mouvoir librement lors des interruptions qui deviennent de plus en plus fréquentes. Il apprend aussi que contrairement à ce que Paul Serene avait prévu à quelques années plus tard, la fin du temps est imminente puisqu'elle surviendra dans les 24 heures. Malheureusement pour Jack, le docteur Sofia Amaral est à la fête, ce qui risque de compromettre la couverture de Beth. Arrivé sur les lieux, Jack la libère de l'interruption. Tous deux se dirigent vers le manoir et retrouvent le Docteur Amaral juste avant la fin de l'interruption. Tandis que Beth et Sofia Amaral s'enfuient à bord d'un bateau, Jack repousse les soldats de Monarch et quitte à son tour Gull Island en volant une voiture.

#### Jonction 3
Quelqu'un a trahi Paul Serene au sein de Monarch Solutions. Il doit donc décider à qui il peut accorder sa confiance :
- Sofia Amaral : Serene choisit de faire confiance à Sofia et suspecte Hatch de l'avoir trahi ;
- Martin Hatch : Serene choisit de faire confiance à Hatch et suspecte Sofia de l'avoir trahi.

#### Épisode 3: Déception
Après avoir faussé compagnie à Fiona et Burke, Charlie demande conseil auprès de Martin Hatch qui lui explique que le plan capsule temporelle se trouve dans le sous-sol de Monarch et que seul un nombre restreint d'employés pourront y accéder, mais pour cela, il doit prendre la place de Paul Serene. Voyant que Charlie est instable, Hatch lui fait miroiter la promesse qu'une fois Serene hors-jeu, Charlie deviendrait le bras droit de Hatch. À la suite de cette conversation, Charlie est menacé par Liam Burke (toujours accompagné de Fiona Miller), qui exige de faire partie de la liste ainsi que sa femme Emily qui est enceinte. Ni Fiona, ni Burke n'ont remarqué que Charlie a alerté Martin Hatch. Pendant ce temps, Martin Hatch utilise le passe du docteur Sofia Amaral et fait sauter le docteur Henry Kim, gardé emprisonné dans son laboratoire à la suite de la surexposition aux chronons, et son laboratoire lui-même. Après quelques préripéties dans le tunnel de la baie, Burke est sérieusement blessé par l'agent Davis qui répondait au coup de fil de Charlie. Furieuse, Fiona vole une voiture et s'en va, tandis que Serene découvre que Sofia l'a "trahi" malgré elle mais il persiste à penser qu'elle est loyale. À l'hôpital de Riverport, Liam Burke a dû rassurer sa femme Emily, infirmière, après qu'il a étranglé un homme de Monarch Solutions. À la suite d'un appel d'un agent de Monarch ayant des informations concernant Sofia/Hatch, Paul Serene ordonne son arrestation.

### Système de jeu
Quantum Break est un TPS (Third Person Shooter, jeu de tir à la troisième personne) dans lequel le joueur incarne Jack Joyce, un personnage doté de super-pouvoirs liés au temps. En voici la liste :
- Vision temporelle : Permet à Jack de repérer les ennemis, les dangers environnementaux, les objets à consulter à travers les murs tant qu'il reste immobile. Il peut également trouver des sources de chronons, des rembobinements temporels et des échos temporels s'il se trouve assez près de ceux-ci.
- Bulle temporelle : Crée une bulle dans laquelle le temps est presque arrêté. Le joueur peut tirer dedans pour accumuler les balles, ce qui causera des dégâts considérables lors de l'éclatement de la bulle.
- Esquive temporelle : Jack effectuera un mouvement d'esquive très rapide. S'il percute un ennemi, il le bousculera, et si le joueur vise, le temps sera ralenti pendant un court instant, lui permettant de viser plus aisément.
- Bouclier temporel : Crée une bulle autour de Jack, le protégeant de toute sources de dégâts (excepté les boucles temporelles instables) et repoussant les ennemis les plus faibles. Le joueur peut l'utiliser s'il est mal en point et que sa couverture est trop loin.
- Déflagration temporelle : Provoque une déflagration qui causera d'énormes dégâts aux ennemis. Le joueur peut l'utiliser s'il combat un ennemi coriace ou un groupe d'ennemis.
- Accélération temporelle : Permet à Jack de ralentir le temps et de courir sans que les ennemis ne le remarquent. Le joueur peut l'utiliser pour passer inaperçu ou pour désorienter les ennemis.

Les sources de chronons récoltées servent de monnaie d'échange contre des améliorations pour ces pouvoirs.
Divisé en 5 actes, le jeu est accompagné d'une mini-série dont la trame scénaristique sera modifiée selon les choix faits dans les parties "jonctions" du jeu. Dans ces dernières, le joueur dirigera Paul.
Pour être en cohérence avec la série, tournée par de vrais acteurs dont Shawn Ashmore, Aidan Gillen et Dominic Monaghan, ces derniers incarnent leur propre personnage au sein-même du jeu via la capture de mouvement.

## Personnages
- Jack Joyce : Protagoniste. À la suite d'un accident temporel, il gagne des pouvoirs liés au temps.
- Paul Serene : Ami d'enfance de Jack mais paradoxalement, il est aussi et surtout le principal antagoniste. Il a collaboré à la création de la machine à voyager dans le temps et a fondé Monarch Solutions en 1999 qu'il dirige dans l'ombre. Il est atteint d'une maladie appelée "Syndrome de chronons".
- William "Will" Joyce : Frère ainé de Jack. Scientifique, il a collaboré en tant que consultant au projet de création de la machine à voyager dans le temps, jusqu'à ce qu'il découvre des erreurs de calcul et demande aux investisseurs d'arrêter de financer un projet qui risque de provoquer une fracture temporelle irréversible.
- Martin Hatch : Bras droit de Paul Serene. Il a longtemps été le visage de Monarch.
- Beth Wilder : Agent intermédiaire de Monarch. Elle devient l'alliée de Jack par la suite.
- Dr. Sofia Amaral : Docteur spécialisé en chronons. Elle s'occupe du traitement de Paul Serene.
- Clarice Ogawa : Travaille pour Monarch Solutions. Tout au long du jeu, on l'entend interviewer Jack.
- Liam Burke : Chef de la sécurité de Monarch.
- Fiona Miller : Travaille à Monarch.
- Charlie Wincott : Informaticien de Monarch.
- Amy Ferrero : Étudiante à l'université de Riverport. Elle milite contre la destruction de la bibliothèque par Monarch. Elle peut ensuite devenir l'alliée de Jack ou mourir suivant le choix effectué dans la première jonction.
- Nick Marsters : Conducteur de taxi. Il conduit Jack à l'Université en manquant au passage de renverser quelqu'un. Il peut ensuite devenir l'allié de Jack ou disparaître du jeu suivant le choix effectué dans la première jonction.
- Emily Burke : Épouse de Liam. Elle est enceinte et travaille comme infirmière dans un hôpital.
- Dr. Henry Kim : Scientifique mystérieusement disparu.

## Distribution
Sauf indication contraire, les informations mentionnées dans cette section peuvent être confirmées par la base de données cinématographiques IMDb,  présente dans la section « Liens externes ».
- Shawn Ashmore (VF : Patrick Mancini) : Jack Joyce
- Marshall Allman (VF : Brice Ournac) : Charlie Wincott
- Aidan Gillen (VF : Thierry Wermuth) : Paul Serene
- Patrick Heusinger : Liam Burke
- Courtney Hope : Beth Wilder
- Mimi Michaels : Fiona Miller
- Dominic Monaghan (VF : Vincent Ropion) : William « Will » Joyce
- Brooke Nevin : Emily Burke
- Lance Reddick (VF : Thierry Desroses) : Martin Hatch
- Jacqueline Piñol : Dr Sofia Amaral
- Amelia Rose Blaire : Amy Ferrero
- Sean Durrie : Nick Marsters
- Jules De Jongh : le commandant Clarice Ogawa

 Source et légende : version française (VF) sur RS Doublage

## Mini-série
En complément de chaque chapitre du jeu, un épisode de la série est proposé. Chaque épisode dure une vingtaine de minutes et apporte au joueur des informations supplémentaires sur l'histoire. Ils introduisent de nouveaux personnages, qui ne sont  mentionnés que dans les phases de gameplay et permettent de faire le lien entre les chapitres du jeu. Les épisodes de cette mini-série sont influencés par les choix faits en fin de chaque chapitre.

## Accueil

### Critique
Selon l'agrégateur de notes Metacritic, la version Xbox One de Quantum Break reçoit un accueil critique favorable, tandis que la version Microsoft Windows du jeu reçoit un accueil mitigé.
Les graphismes du jeu sont encensés par la critique. Pour Sam Loveridge de Digital Spy, Quantum Break est « le plus beau jeu » de la Xbox One : « La capture des visages des acteurs est si authentique qu'elle en est presque dérangeante. Les décors et les effets sont aussi très bons. Il en résulte un jeu photoréaliste. Parfois, on se demande si l'on regarde un épisode en prise de vue réelle ou une séquence cinématique du jeu, surtout quand les deux s'enchaînent. »